# Tim Couzens
Timothy John Couzens (* 13. Februar 1944; † 26. Oktober 2016) war ein südafrikanischer Schriftsteller sowie Literatur- und Sozialhistoriker.

## Leben
Couzens besuchte die Durban High School in Durban, wo er sein Matric ablegte. Er studierte an der Rhodes University, wo er 1965 einen Bachelor of Arts Hons erwarb. Er wechselte zur Oxford University und erlangte 1968 einen Bachelor of Arts, 1973 einen Master of Arts. 1980 wurde er an der University of the Witwatersrand in Johannesburg promoviert. Dort war er bis zu seiner Pensionierung beim African Studies Institute angestellt. 1982 wurde er zum Professor berufen; zeitweise war er kommissarischer Direktor des Instituts. Sein Interesse galt vor allem afrikanischer Literatur von schwarzen Autoren.
Couzens’ Werk Tramp Royal: the true story of Trader Horn wurde mehrfach ausgezeichnet. Es beschreibt das Leben des Jägers und Händlers Alfred Aloysius Horn, der schließlich in den 1920er Jahren in Johannesburg lebte (siehe auch: Trader Horn). Murder at Morija: faith, mystery, and tragedy on an African mission spielt in Morija im kolonialen Basutoland und handelt von einem französischen Missionar und dessen Ermordung. Couzens schrieb als Ko-Autor Biografien über Nelson Mandela und Ahmed Kathrada. Er veröffentlichte auch Reiseerzählungen, die 2001 im Sammelband Rediscovering South Africa: a wayward guide erschienen. Sein letztes Werk, The great silence, handelt von der Rolle der Südafrikanischen Union im Ersten Weltkrieg.
Couzens war zweimal verheiratet und hatte insgesamt fünf Kinder. Er starb nach einem Sturz, bei dem er sich Kopfverletzungen zugezogen hatte.

## Auszeichnungen
- 1993: Sunday Times Fiction Award für Tramp Royal: the true story of Trader Horn
- 1993: CNA Literary Award für Tramp Royal: the true story of Trader Horn

## Werke
- 1982: The return of the Amasi bird: black South African poetry 1891–1981. Ravan Press, als Herausgeber mit Essop Patel.
- 1985: The new African: a study of the life and work of H.I.E. Dhlomo. Ravan Press.
- 1991: Seme: the founder of the ANC. Skotaville Publishers, als Ko-Autor.
- 1992: Tramp Royal: the true story of Trader Horn. Wits University Press.
- 1996: Sol Plaatje: Mhudi. Francolin Publishers, als Herausgeber.
- 2003: Murder at Morija: faith, mystery, and tragedy on an African mission. University of Virginia Press.
- 2004: Battles of South Africa. David Philip, auch als South African battles.
- 2006: Mandela: the authorised portrait. Andrews McMeel Publishing, als Ko-Autor.
- 2008: A simple freedom: the strong mind of Robben Island prisoner No 468/64. Hachette, als Ko-Autor.
- 2010: Nelson Mandela: conversations with myself. Doubleday Canada, als Ko-Autor.
- 2014: The great silence: from Mushroom Valley to Delville Wood. South African forces in World War One. Sunday Times Books.